# V647 Возничего
V647 Возничего (лат. V647 Aurigae) — промежуточный поляр, двойная катаклизмическая переменная звезда типа DQ Геркулеса (XM) в созвездии Возничего на расстоянии приблизительно 7343 световых лет (около 2251 парсека) от Солнца. Видимая звёздная величина звезды — от +16,35m до +15,9m. Орбитальный период — около 3,4657 часов.

## Характеристики
Первый компонент — аккрецирующий белый карлик спектрального класса pec(e). Эффективная температура — около 8389 K.